# 박노욱
박노욱(朴魯旭, 1960년 10월 16일 ~ )은 대한민국의 정치인이다. 제43·44대 봉화군수이다.

## 학력
- 1973년 내성초등학교 졸업
- 1976년 봉화중학교 졸업
- 1979년 봉화고등학교 졸업
- 1981년 영주경상전문대학 경영과 졸업
- 1988년 동양대학교 경영학 학사
- 2015년 경북대학교 행정대학원 행정학 석사

## 경력
- 한국농업경영인 봉화군연합회장
- 봉화군청 직장협의회 고문
- 민주평화통일자문회의 자문위원
- 21세기경북발전위원회 위원
- 한국농업경영인 경상북도연합회장
- 대구경북혁신협의회 위원
- 한국농어민신문사 이사
- 한국농업경영인중앙연합회 수석부회장
- 2006.07 ~ 2010.03: 제8대 경상북도의원(봉화군 제1선거구)
- 2006.07 ~ 2008.06: 경상북도의회 농수산위원회 위원
- ~ 2010.03: 경상북도의회 도청이전지원특별위원회 위원
- ~ 2010.03: 경상북도의회 의회운영위원회 위원
- ~ 2010.03: 경상북도의회 농수산위원회 부위원장
- ~ 2010.03: 경상북도의회 예산결산특별위원회 위원
- 2010.07 ~ 2014.06: 제43대 경상북도 봉화군수
- 2014.07 ~ 2018.06: 제44대 경상북도 봉화군수
- 경상북도 사과주산단지 시장.군수 협의회장
- 전국 청년시장ㆍ군수ㆍ구청장 협의회 군대표
- 전국 농어촌지역 군수협의회 사무총장
- 전국 고추주산단지 시장.군수 협의회장

## 역대 선거 결과
|  | 0% |

|  | 56.62% |

|  | 0% |

|  | 49.69% |